# 康美镇 (东山县)
康美镇，是中华人民共和国福建省漳州市东山县下辖的一个乡镇级行政单位。

## 行政区划
康美镇下辖以下地区：
龙潭社区、美山村、马銮村、铜钵村、东沈村、西崎村、康美村、城安村和钱岗村。